# Óxido de cério(IV)
Óxido de cério(IV), também conhecido como óxido cérico, céria, dióxido de cério ou simplesmente óxido de cério,  é um óxido do metal terra rara cério. É um pó amarelo pálido a branco com a fórmula química CeO2.
Óxido de cério(IV) é formado pela calcinação de oxalato de cério ou hidróxido de cério.
A céria pulverizada é altamente higroscópica e irá também absorver uma pequena quantidade de dióxido de carbono da atmosfera.
O cério também forma o óxido de cério(III), Ce2O3, mas CeO2 é a fase mais estável a temperatura ambiente e sob condições atmosféricas.

## Aplicações
O óxido de cério(IV) é usado em cerâmicas, para sensibilizar vidro fotossensível, como um catalisador e no suporte de catalisadores, no polimento de vidros e pedras, em lapidação como uma alternativa ao "rouge de joalheiro", também sendo conhecido como "rouge de ópticos".
Também é usado em paredes de fornos autolimpantes como um catalisador de hidrocarbonetos durante processos de limpeza a alta temperatura.
Embora seja transparente para a luz visível, absorve fortemente radiação ultravioleta, sendo um possível substituto para o óxido de zinco e dióxido de titânio em filtros solares, assim como tem baixa atividade fotocatalítica. Entretanto, suas propriedades catalíticas térmicas tem sido diminuídas pelo revestimento das partículas com sílica amorfa ou nitreto de boro.
O uso destas nanopartículas, as quais podem penetrar o corpo e atingir órgãos internos, tem sido criticado como inseguro.
Óxido de cério(IV) tem encontrado uso em filtros infravermelhos, como uma espécie oxidante em conversores catalíticos e como um substituinte para o dióxido de tório em mantas incandescentes.

### Estrutura Cristalina
Cúbica do tipo fluorita, a estrutura cristalina da céria forma uma rede cristalina cúbica de face centrada com íons do oxigênio ocupando sítios tretraedrais.

### Como um eletrólito para célula combustível
No forma dopada (ela advém do cério e oxigênio), céria é de interesse como um material para células combustíveis de óxido sólido ou SOFCs (do inglês solid oxide fuel cell) por causa de sua relativamente alta condutividade iônica para o oxigênio (i.e. os átomos de oxigênio facilmente movem-se através dele) a temperaturas intermediárias (500–800 °C).